# Bodelschwingh-Gymnasium Herchen

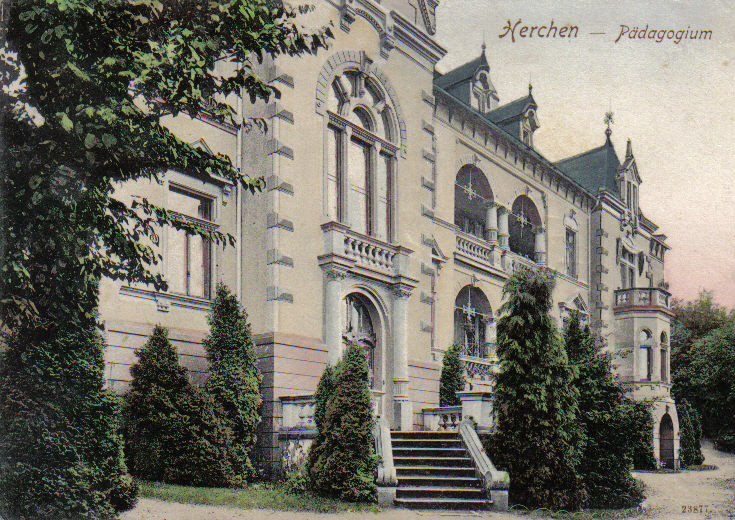
Das inzwischen abgerissene Pädagogium war das erste Haus des Bodelschwingh-Gymnasiums.

Panorama Internat

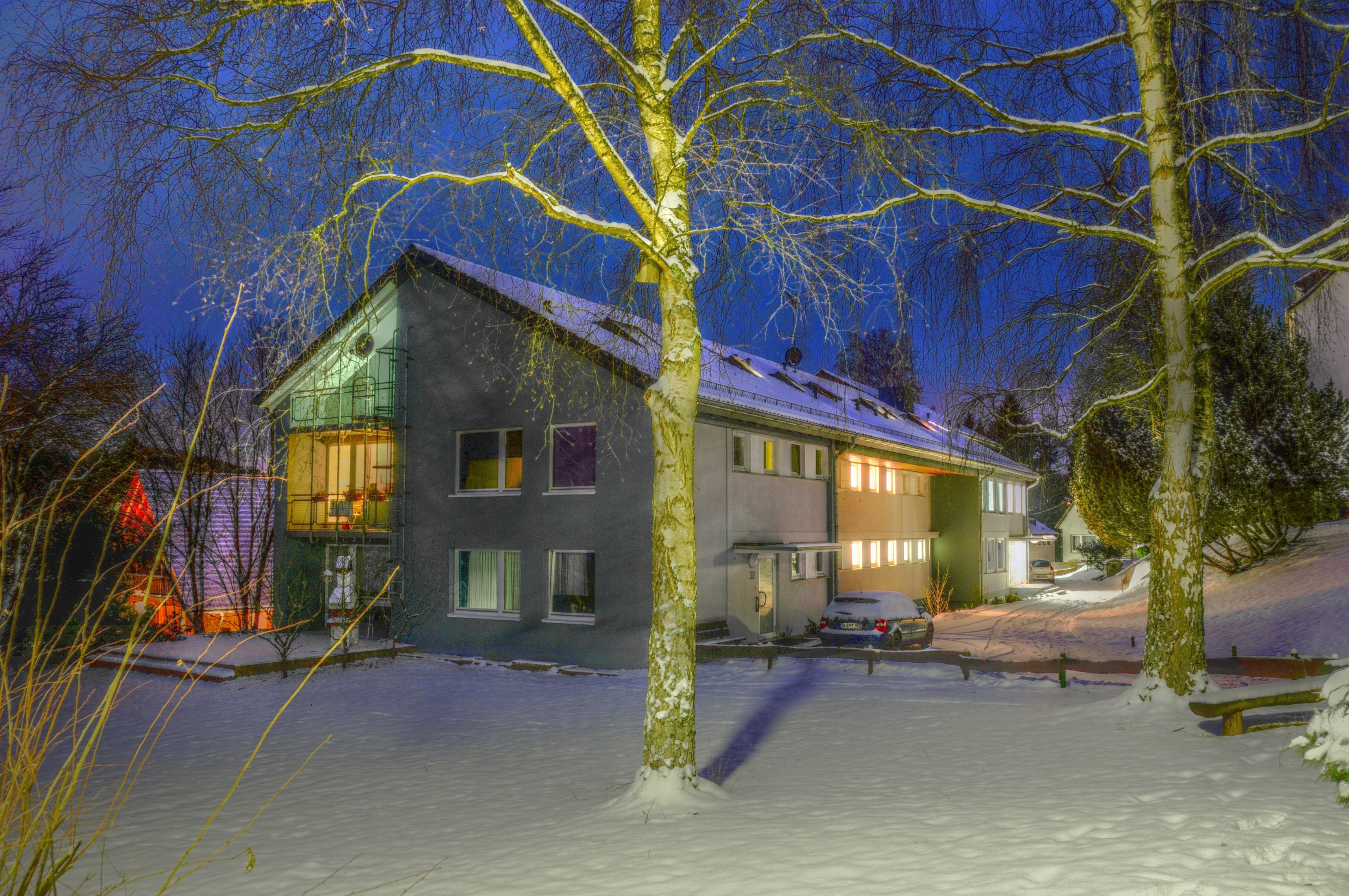
Internat Haus Europa

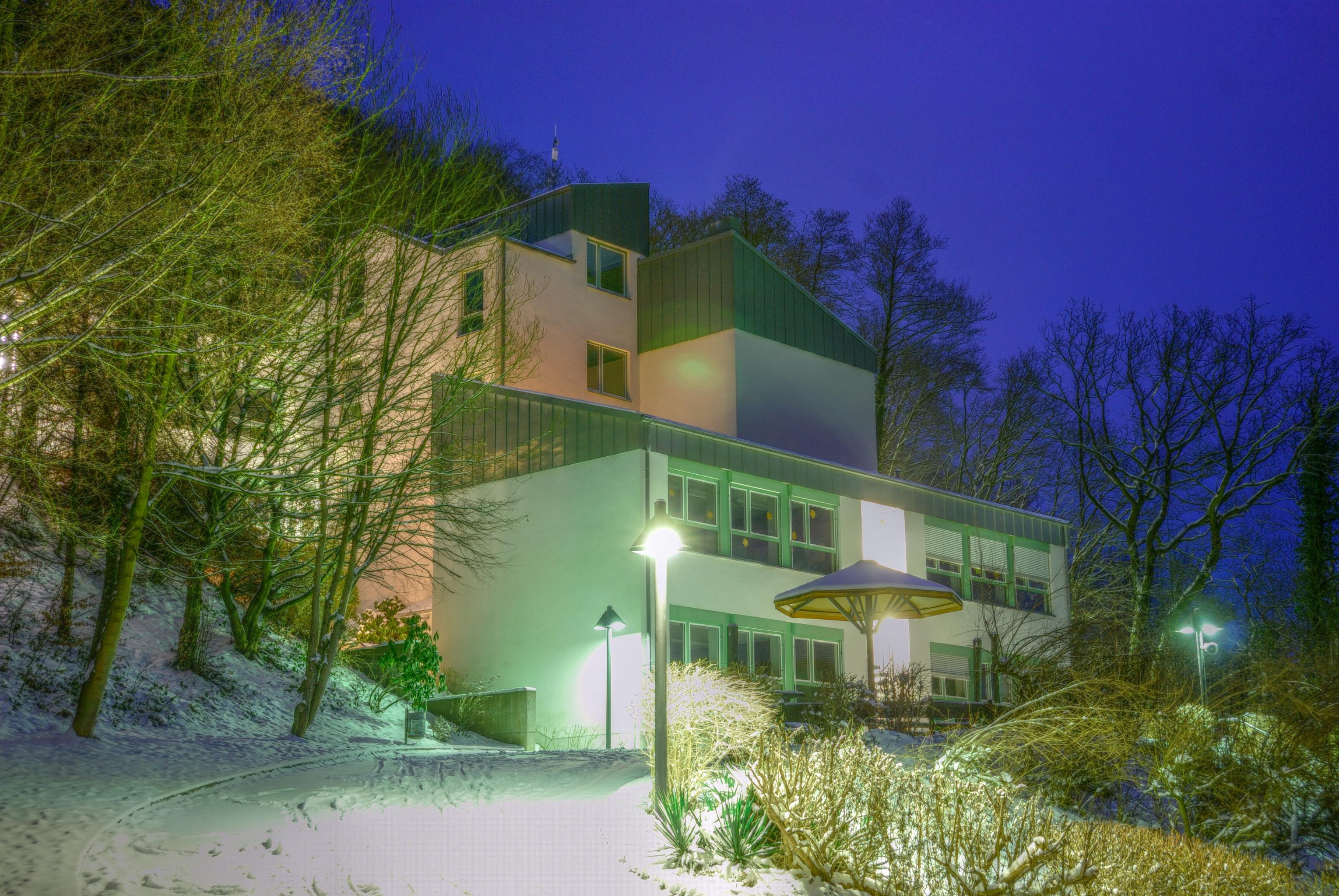
Anbau BGH

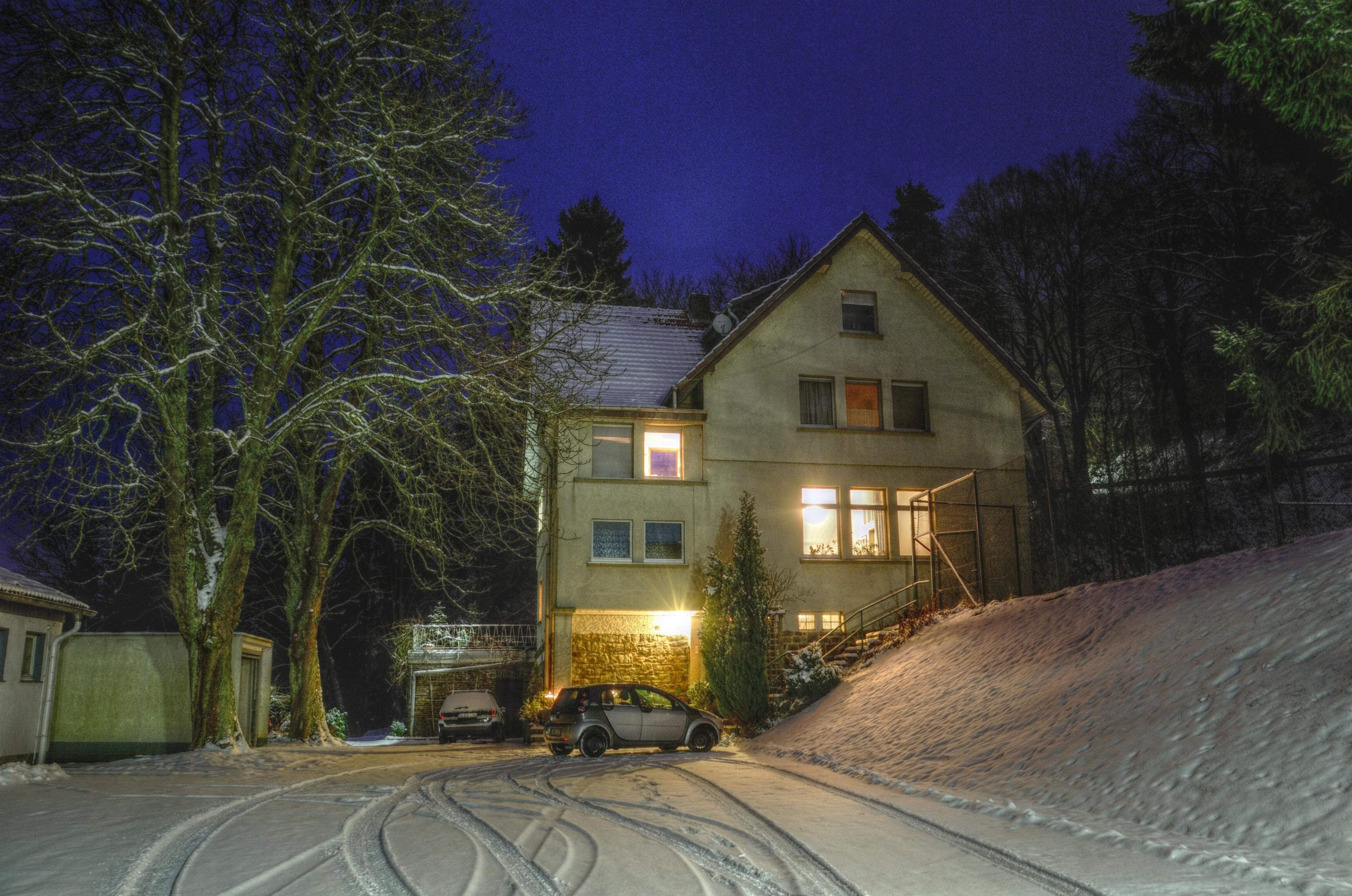
Waldeck

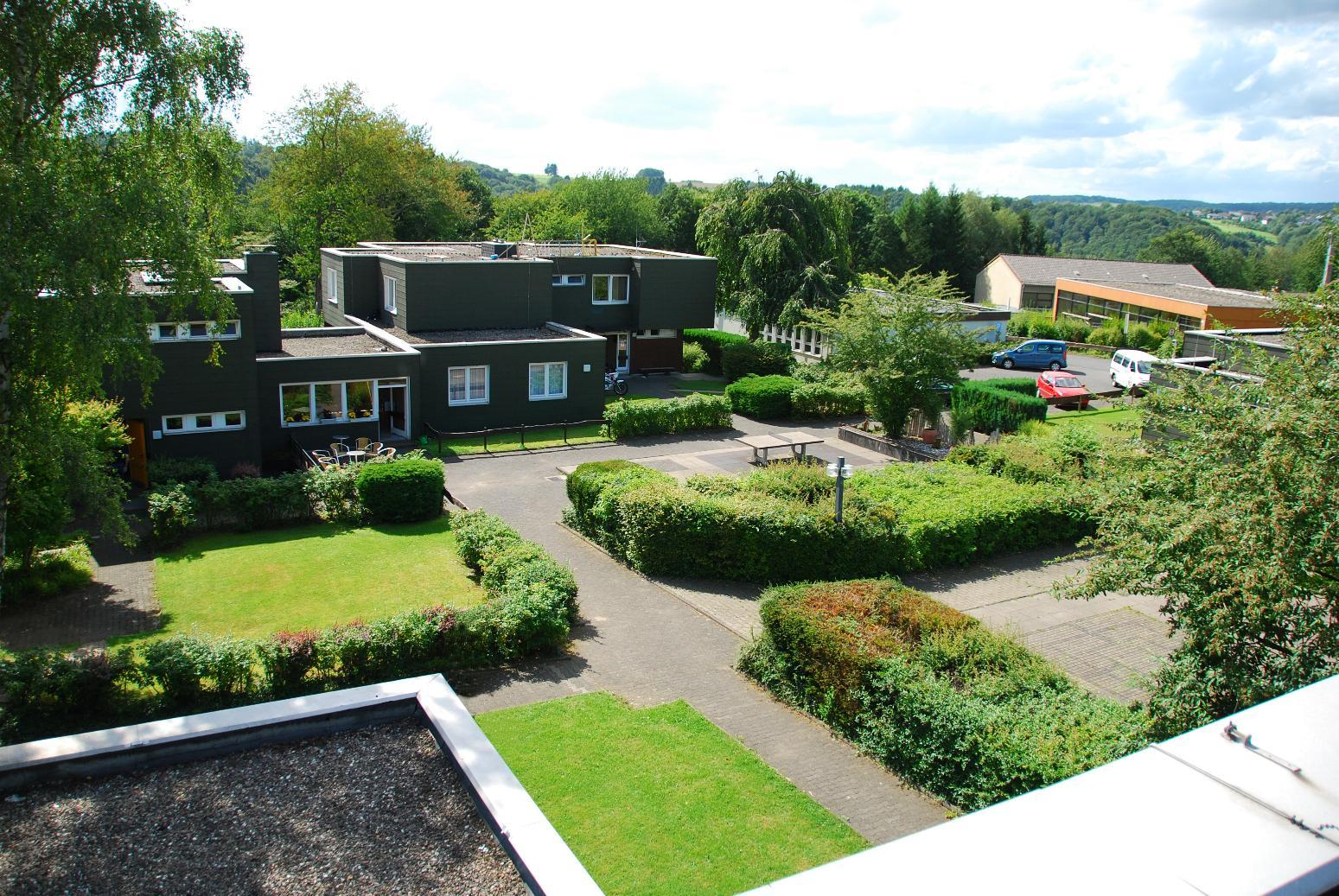
Innenhof

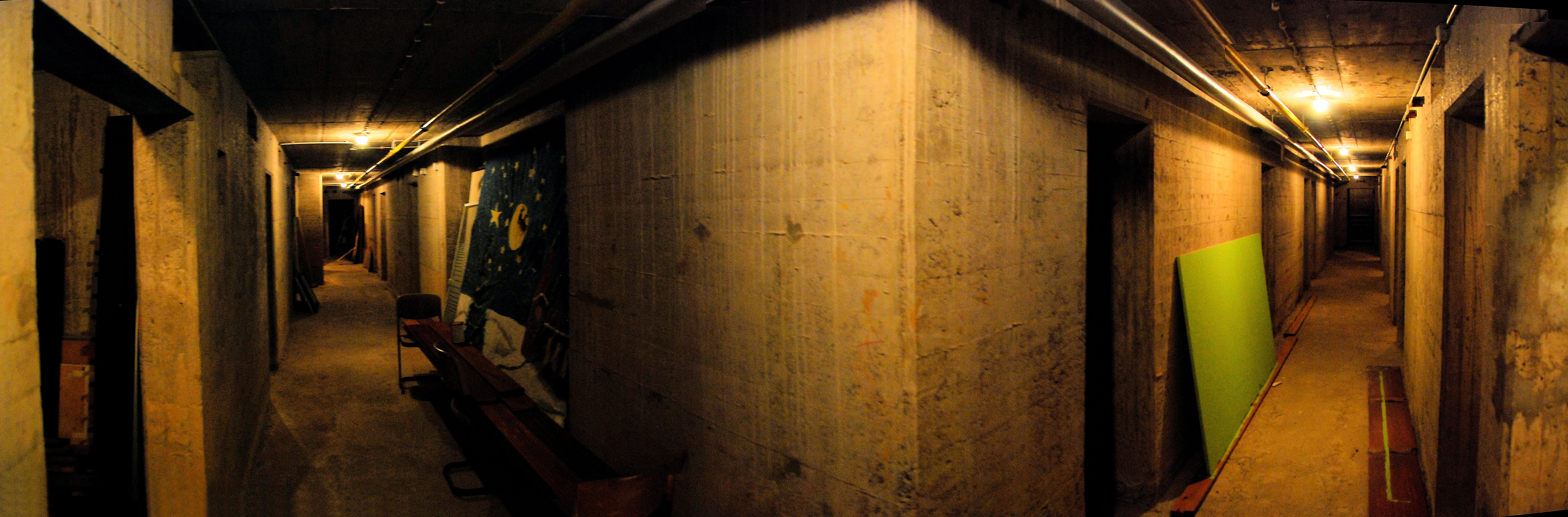
Bunker Internat

Das Bodelschwingh-Gymnasium (BGH) ist ein staatlich anerkanntes Gymnasium unter Trägerschaft der Evangelischen Kirche im Rheinland in Windeck-Herchen, Rhein-Sieg-Kreis.

## Geschichte

### Anfänge
Das ursprüngliche Gebäude war ein Sanatorium in Herchen, das gegen Ende des 19. Jahrhunderts von einem Herrn Doktor Wölfing aus Wissen errichtet wurde. 1901 kaufte es der Rektor Otto Kühne und errichtete hier eine Zweigstelle des von ihm geleiteten Evangelischen Pädagogiums in Bad Godesberg, der heutigen Otto-Kühne-Schule. Es handelte sich um ein Realgymnasium, das als Internat betrieben wurde.
Im Laufe der nächsten Jahre kamen zu diesem so genannten „Oberhaus“ weitere Gebäude hinzu:
- „Fuchshollen“
- „Schwalbennest“
- „Luginsland“

1921 wurde ein neues Schulhaus mit Aula eingeweiht und 1924, vorwiegend durch die Schülerschaft, das Hindenburgdenkmal errichtet: Ein aus Natursteinen aufgemauerter Obelisk, der auf einer breiten Plattform oberhalb des Siegtals platziert war und dessen bronzene Tafel an die im Ersten Weltkrieg gefallenen vormaligen Schüler des Pädagogiums erinnerte. Heute ist nur noch die Plattform am Rande des Sportplatzes erhalten. Weitere Gebäude waren 1925 „Haus Waldeck“ und eine Turnhalle (die bei Gründung des Bodelschwingh-Gymnasiums bereits nicht mehr bestand).
Außerdem gehörten Burg Reifershardt und „Haus Siegblick“ in Herchen zum Pädagogium. Ein Sommerhaus des Rektors befand sich in den 1920er Jahren an der Stelle, an der bis zu ihrer Zerstörung durch ein Feuer am 13. November 2011 die Schutzhütte „Rektor Kühne“ stand.
1931 wurde das Pädagogium aufgrund der Folgen der Weltwirtschaftskrise geschlossen.

### Drittes Reich und Nachkriegszeit
1934 wurde das Gelände von der Deutschen Arbeitsfront gekauft, deren Leiter Robert Ley hier als Praktikant gearbeitet hatte.
1934/35 war in den Gebäuden (Haus Waldeck) ein Landjahrlager der Hitlerjugend eingerichtet. Von 1936 bis 1939 wurden hier die im Spanischen Bürgerkriegs evakuierten Schülerinnen der Deutschen Schule in Barcelona beherbergt und unterrichtet.
Anfang des Zweiten Weltkriegs wurde das Gelände ein Lager des weiblichen Arbeitsdienstes, 1943 bis 1944 ein Kinderlandverschickungslager, z. B. für die Deutsche Hauptschule Langemaß aus Köln-Mülheim. Hier wurden ca. 120 Schüler unterrichtet, die auch eine halbmilitärische Ausbildung erhielten. Zum Ende des Krieges wurde auf dem Gelände ein Feldlazarett eingerichtet. Da hier auch eine Flakstellung aufgebaut wurde, wurden Bomben abgeworfen, denen neben dem Aufbau des Hindenburgdenkmals und der Turnhalle auch Menschen zum Opfer fielen.
Nach der Räumung durch deutsche Truppen quartierten sich hier belgische Truppen ein. Danach dienten die Gebäude teilweise noch der Unterbringung von Vertriebenen.

### Bodelschwingh-Gymnasium Herchen
Das heutige Bodelschwingh-Gymnasium Herchen begann unter der Trägerschaft der evangelischen Rheinischen Landeskirche als noch namenloses kirchliches Internatsgymnasium, das jungen Menschen, Kindern von Flüchtlingen und Vertriebenen, die ins Rheinland gekommen waren, nach der Hitlerzeit ein Zuhause und Schulbildung bieten sollte.
1950 fanden sich „in Herchen Männer zusammen, die schon in der Zeit des Kirchenkampfes als Christen jüdischen Mitgliedern geholfen hatten. Sie erwarben zusammen mit der Kirchenleitung der rheinischen Kirche das Gelände, um eine weiterführende Schule für (…) Jungen und Mädchen zu gründen“. So entstand ein Evangelisches Aufbaugymnasium, ein nach dem Ersten Weltkrieg geschaffener Schultyp, der an die Volksschule anschloss und in sechs Jahren zum Abitur führte.
„So steht am Anfang der Schule ein Auftrag, der Bildung als Seelsorge und Seelsorge als Bildung versteht.“
Unter der Leitung von Studienrat Stöver begann am 9. April 1951 der Unterricht mit einer Klasse. Die Internatsschule glich einer großen Familie, da etwa drei Viertel der Schülerschaft im Internat wohnten, und die Lehrer neben dem Unterricht auch den Internatsalltag betreuten und gestalteten. Große Teile der Lehrerschaft stammten aus dem Gebiet der damaligen DDR.
1957 wurde für die wachsende Schule ein neues Schulgebäude errichtet.
Am 11. Mai 1962 übernahm Direktor Karl-Heinz Stade die Leitung von Schule und Internat. Im gleichen Jahr wurde auch eine neue Turnhalle eingeweiht. Als am 14. Dezember 1973 in einer neuen Aula ein weiterer Schulneubau festlich eingeweiht wurde, erhielt die Schule zugleich ihren heutigen Namen Bodelschwingh-Gymnasium Herchen. Die Schüler hatten bereits bei regelmäßigen Besinnungstagen eine Beziehung zu den diakonischen Anstalten Bethels geknüpft.
Als zu Beginn der 1970er Jahre ein dreigliedriges Schulsystem die Volksschule ablöste, wurde das Bodelschwingh-Gymnasium von einem Aufbau- zu einem Vollgymnasium, mit regem Zulauf aus der Umgebung, so dass die Zahl der auswärtigen Schüler erheblich stieg.
Am 27. Oktober 1980 eröffnete man feierlich die neue Großturnhalle und das Lehr-Schwimmbad.

## Internat
Das Internat des Bodelschwingh-Gymnasiums Herchen war Ursprung und ‚Keimzelle‘ des BGH. Ursprünglich war das Evangelische Aufbaugymnasium eine reine Internatsschule. Erst allmählich hat sich die Schule zu der heutigen Größe entwickelt.
Viele der ersten Internatsschüler, die zugleich den Großteil Gesamtschülerschaft bildeten, waren Flüchtlinge aus dem Gebiet der damaligen DDR. Die Leitung des Internates oblag zunächst den Schulleitern und die Lehrerschaft übernahm auch die Rolle der Erzieher. Doch die stetige Vergrößerung der Schülerschaft machte es Mitte der 60er Jahre zunehmend schwerer, Lehrtätigkeit und Internatsdienst in Personalunion zu leisten, so dass eine organisatorische Trennung von Schule und Internat unerlässlich wurde und hauptamtliche Erzieher eingestellt wurden. Am 2. Juli 1965 übernahm Dieter Berg die Internatsleitung.
In den Jahren 1969/1970 wurden zusätzlich zu den bestehenden Internatsgebäuden oberhalb des Gymnasiums weitere vier Häuser mit Mensa gebaut. Weitere Neubauten waren die Häuser der Lehrersiedlung im Talblick und ein Sportplatz.
Das Internat des Bodelschwingh-Gymnasiums Herchen verfügte in den Jahren vor seiner Schließung über ungefähr 68 Plätze und bestand aus fünf Häusern, die nach den fünf Kontinenten benannt worden waren (Europa, Amerika, Australien, Afrika, Asien). Die Auswahl der Namen spiegelte die Internationalisierung als Bestandteil des pädagogischen Konzeptes für die Schule als auch für das Internat wider. Eine Gruppe von ca. 10 Schülern aus unterschiedlichen Ländern lebte im Internat und besuchte von dort aus das Bodelschwingh-Gymnasium.
Neben der Internationalität bildete auch die Fußballförderung ein wichtiges, konzeptionelles Element des Internates. In Zusammenarbeit mit Germania Windeck und zertifiziert vom FVM, bot das Internat fußballinteressierten Mädchen und Jungen ein umfangreiches Angebot an Trainings- und Spielmöglichkeiten.
Die Häuser im oberen Teil des Internates boten Platz für bis zu 12 Kinder und Jugendliche. Eines der Häuser im oberen Bereich war ein Mädchenhaus. Im unteren Bereich gab es ein größeres Haus mit Jungen und Mädchen. In einem abgetrennten Bereich befand sich die Verselbständigungsgruppe, die drei Jugendlichen Platz bot.
Neben den Schülern wohnten zum Teil die Hausleiter der einzelnen Häuser auf dem Internatsgelände. Sie bewohnten Dienstwohnungen, die in die einzelnen Häusern der Gruppen integriert waren. Auch der Internatsleiter wohnte auf dem Internatsgelände.
Trotz der Verbindung von Gymnasium und Internat waren nicht alle Internatsschüler Gymnasiasten. Enge Kooperation bestand mit der örtlichen Realschule, der Hauptschule sowie der 2012 gegründeten Gesamtschule Windeck und dem Berufskolleg in Eitorf.
Nachdem die Evangelische Kirche im Rheinland die Schließung aus Kostengründen beschlossen hatte, wurde das Internat des Bodelschwingh-Gymnasiums Herchen zum Ende des Schuljahres 2016/2017 am 31. Juli 2017 geschlossen.

## Internationale Kontakte
Seit 1991 besteht eine Schulpartnerschaft mit der Presbyterian Secondary School (PHS) in Besongabang, im tropischen Regenwald Kameruns. In zweijährigem Rhythmus besuchen Schüler und Lehrer des Bodelschwingh-Gymnasiums Herchen die PHS zu einem vierwöchigen Begegnungs- und Arbeitseinsatz, der die Teilnehmenden nachhaltig prägt und auch durch die Schulgemeinschaft u. a. in Form von Spendensammelaktionen unterstützt wird. 2014 kam es hier zu einem Zwischenfall.
Als einzige deutsche Schule unterhält das Bodelschwingh-Gymnasium Herchen ein Begegnungsprogramm mit mongolischen Schülern, das bereits seit 2003 besteht. Vier Wochen im Jahr besuchen Schüler der Goethe-Schule Ulan Bator das BGH und leben in den Familien ihrer deutschen Gastschüler. Diese wiederum erhalten alle zwei Jahre in den Sommerferien Gelegenheit ihre mongolischen Freunde zu besuchen und das Land kennenzulernen.
Auf eine mehr als 30-jährige Tradition blickt die Kooperation mit dem „Collegio Valdese“ oder auch „Liceo linguistico Valdese“ in Torre Pelice zurück, einer den Waldensern angehörigen Schule. Schüler der Jahrgangsstufe 10 des Bodelschwingh-Gymnasiums Herchen, verbringen etwa eine Woche in Torre Pellice, wo sie in ihren Gastfamilien italienisches Leben und insbesondere das Leben der Waldenser kennenlernen, um beim Gegenbesuch ihren italienischen Gastschülern die deutsche Kultur nahezubringen.
Seit 2008 besteht eine Schulpartnerschaft des BGH mit dem französischen Collège Hector Berlioz in Communay (15 km südlich von Lyon), bei dem neben der Verbesserung der fremdsprachlichen Fähigkeiten stehen die internationale Begegnung und das Kennenlernen des französischen Familien- und Schullebens sowie der Gegend um Lyon im Vordergrund stehen.
Seit 2013 wird das Kollegium des BGH durch eine von deutschlandweit 30 Deutschlehrkräften des Pädagogischen Austauschdienstes der Kultusminister Konferenz (PAD) bereichert.

## Sport

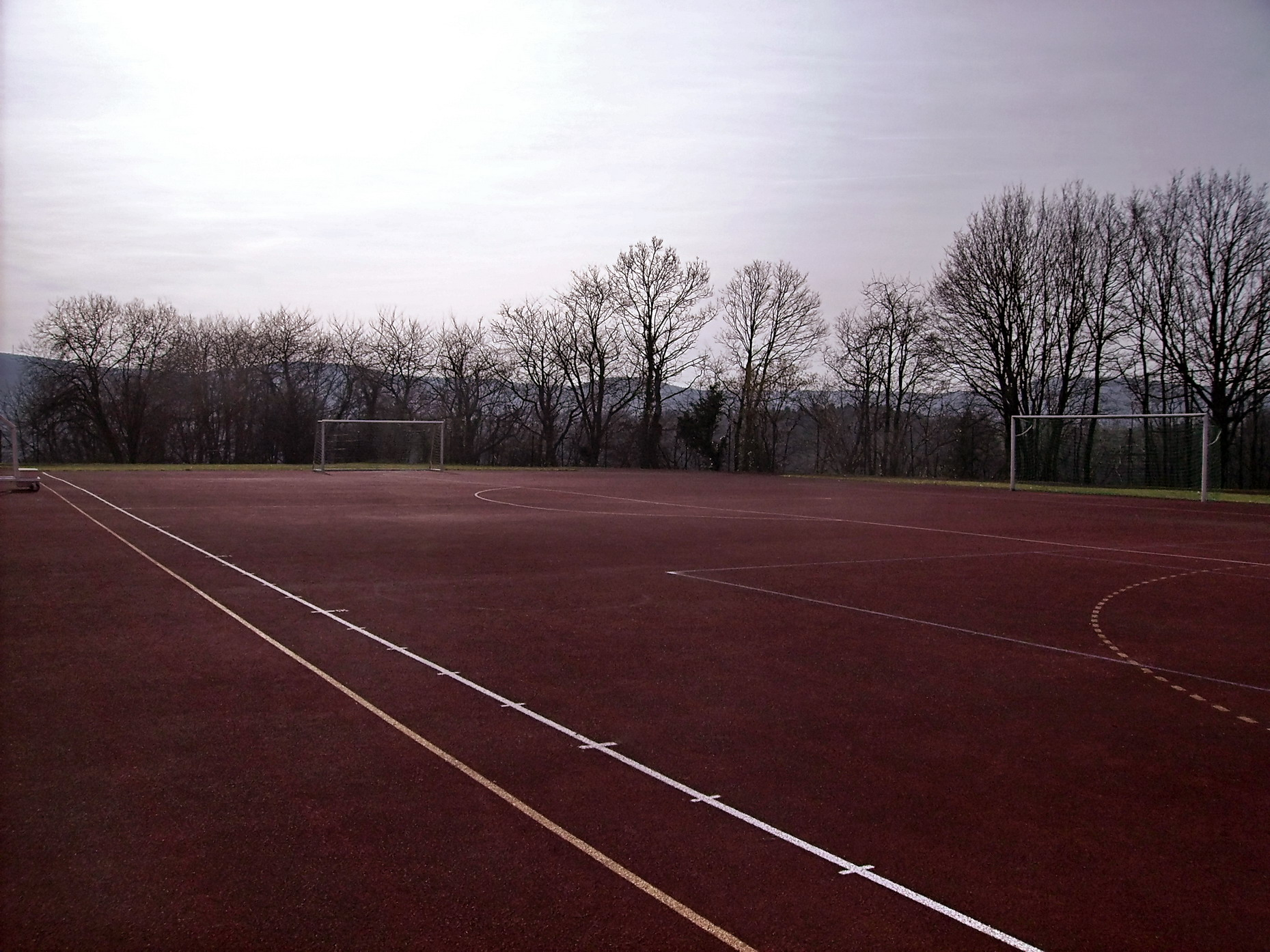
Schulsportplatz

Seit 2010 gibt es eine Kooperation mit dem TSV Germania Windeck, die im Juli 2011 durch den Fußballverband Mittelrhein (FVM) zertifiziert wurde. Im Rahmen eines dualen Ausbildungsangebots wird Jugendlichen die Möglichkeit geboten, Schule und fußballerische Ausbildung unter einem Dach zu vollziehen.
Die Schule verfügt über sehr umfangreiche Sportstätten. Zu diesen zählt eine kleinere Turnhalle sowie eine große Mehrfachsporthalle. So ist es möglich, dass drei Klassen gleichzeitig Sportunterricht haben können. Des Weiteren besitzt die Schule ein eigenes Schwimmbad (17 Meter, 3 Bahnen) sowie einen Sportplatz mit Allwetterbelag. Um den Sportplatz herum sind vier Laufbahnen angelegt, allerdings ist der Platz kleiner als die genormten, so beträgt die Länge einer Runde nur 300 Meter (anstatt 400 m).
Die Schule nimmt regelmäßig an diversen (Schulsport-)Wettbewerben teil, wie zum Beispiel den Kreismeisterschaften im Fußball oder Volleyball sowie am Köln-Marathon, bei dem die Schule jedes Jahr mit einer Mädchen- sowie einer Jungenstaffel vertreten ist.

## Bekannte ehemalige Schüler
- Peter Stein (* 1968), (Abitur: 1987), MdB und Stadtplaner
- Volker Weininger (* 1971) (Abitur 1990), Kabarettist, Autor und Büttenredner
- Annika Zeyen (* 1985) (Abitur 2004), Rollstuhlbasketballspielerin und u. a. Goldmedaillengewinnerin bei den Paralympics 2012[12]
- Edo Saiya (* 1998) (Abitur 2016), (bürgerlich Timo Bethke), Rapper